# Idrott och Kunskap
Idrott och Kunskap är en tidning om idrottsforskning. Den grundades 2004 av Christian Carlsson, Roger Skog och Samuel Karlsson.